# Loukonlampi
Loukonlampi är en sjö i kommunen Heinävesi i landskapet Södra Savolax i Finland. Sjön ligger 120,3 meter över havet. Arean är 92 hektar och strandlinjen är 7,16 kilometer lång. Sjön  ingår i Vuoksens huvudavrinningsområde.   Den ligger omkring 130 kilometer nordöst om S:t Michel och omkring 340 kilometer nordöst om Helsingfors. 